# 奥尔万河
奥尔万河（法語：Orvin，法語發音：[ɔʁvɛ̃]）是法国奥布省与塞纳-马恩省的河流，是塞纳河的左支流，长38.1千米。